# Харківське товариство «Просвіта»
Харківське українське товариство «Просвіта» імені Г. Ф. Квітки-Основ'яненка — громадська організація, заснована 10 червня 1917 у м. Харкові.
Українське товариство «Просвіта» імені Г. Ф. Квітки-Основ'яненка було засновано у Харкові на базі товариства імені Квітки-Основ'яненка.

## Історія

### Перший етап
Установчі збори харківської «Просвіти» пройшли 10 червня 1917 року за сприяння Харківської української губернської ради та активної участі М. Ф. Сумцова, Г. М. Хоткевича, В. О. Барвінського і Д. І. Багалія.
1 вересня 1917 року, на загальних зборах Харківської «Просвіти» її головою було обрано професора Д. І. Багалія. Одразу ж рішенням загальних зборів створювалися п'ять комісій: науково-педагогічна, бібліотечна, лекційна, музично-драматична і популярно-видавнича. Товариство видало кілька книжок і спеціальну брошуру під назвою «Що таке „Просвіта“?» для донесення до населення мети своєї роботи. Це мало добрий результат — у добу Української революції 1917—1921 у Харківській губернії було засновано близько 600 «Просвіт», які об'єдналися у Спілку товариств «Просвіта» Слобожанщини, активно співпрацювали не тільки між собою, але й з кооперативними та державними установами.
Зі встановленням радянського режиму в Україні «Просвіти» Харківщини поступово змушені були відмовитися від демократичного характеру своєї
роботи. Необхідно зауважити, що влада, дозволивши їхню діяльність, ставила перш за все свою пропагандистську мету. Спочатку «Просвіти» змушені були перейти на нові рейки в культурницькій праці. Навіть сприяючи розвитку радянської освітньої й мистецької сфер, товариства не змогли вписатися в будівництво інтернаціонального суспільства через свою виразну національну спрямованість. Така ситуація не влаштовувала партійне керівництво, а тому в 1922 році починається відкрита кампанія ліквідації «Просвіт», як «буржуазних» організацій. Навіть більшовицька політика «коренізації», розпочата 1923 року, не змогла позитивно вплинути на долю цих уже на той час традиційних українських
культурно-освітніх товариств.

### Другий етап
8 (за іншими даними — 12) грудня 1941 р. в Українському домі відбулися установчі збори відновленої Харківської «Просвіти». На засіданні, яке відкрив В.Кривенко, окрім небайдужих до справи відновлення цієї організації, були присутні 44 колишні просвітяни. Усіх учасників зборів було оголошено членами-рефундаторами Харківської «Просвіти», головою ради товариства обрано В.Дубровського, заступниками — О.Попова та З.Сапіцьку, секретарем — О.Соловей.
У схваленому на засіданні проекті статуту висвітлювалися основні віхи діяльності товариства і зазначалося, що «Просвіта» створюється для розвитку й поширення «громадської і національної свідомості серед Української людності і для того, щоб допомогти просвітному розвиткові своїх членів, дати їм добру науку, корисну розвагу і помогти здобути свої громадські і національні права і кращу долю». Для реалізації поставленої мети у складі Харківської «Просвіти» створювалися окремі секції та комісії, що опікувалися питаннями освіти, релігії, мистецтва, медицини, а також юридичними та адміністративно-економічними проблемами, видавничою справою, соціальним забезпеченням, торгівлею та ін.
«Просвіта» розмістилася в приміщенні «Українського дому» в Харкові, який прикрасили рушниками, портретом Т.Шевченка, українськими прапорами та іконою Св. Покрови. З нагоди Нового 1942 року й Різдва Христового просвітяни влаштували святочну вечерю та прикрасили ялинку. У січні 1942 р. «Просвіта» відсвяткувала річницю соборності України — більше двохсот просвітян у заповненій залі співали «Заповіт» та «Ще
не вмерла Україна».
Члени «Просвіти» намагалися розширити свою діяльність шляхом читання лекцій, проведення вечорів та концертів. Загалом, протягом 1942 р. товариством було організовано 34 концерти та інші акції, створено Молодий український театр та засновано Музичну студію.
Історична комісія Харківської «Просвіти» ініціювала перейменування міських вулиць. Практикувала «Просвіта» й проведення виставок. Спільно з іншими організаціями та установами міста була підготовлена експозиція «Україна під більшовицьким ярмом», якою опікувалися особисто В.Дубровський та Б.Порай-Кошиць, але вона була опечатана німецькою владою.
У січні 1943 будинок «Просвіти» бомбардував радянський літак. Того року «Просвіту» очолив з подачі Володимира Доленка, тоді голови громадського комітету Харкова, Павло Тимофійович Дідусенко — соратник Миколи Міхновського. За діяльністю «Просвіти» пильно стежили радянська розвідка та гестапо, а байдужість окупаційної влади до ідеї незалежної України дедалі більше виявлялася з наближенням Червоної Армії до Харкова.

### Третій етап
Новий, третій, етап розвитку просвітянського руху розпочався вже напередодні розпаду СРСР. Відродження просвітянського руху в Україні ще за радянської влади у другій половині 1980-их років не було випадковістю.
З початком 1988 року в Харкові виникло неформальне Товариство шанувальників української мови імені В. Стуса.
Перші збори майбутніх просвітян пройшли 8 грудня 1988 року в актовій залі Харківського державного університету імені О. М. Горького. Офіційно захід мав назву «Громадсько-культурна конференція з проблем розвитку національних мов і функціонування української мови в Харкові». 10 січня 1989 року відбулося засідання ініціативної групи зі створення Товариства шанувальників української мови Харківського університету. Після цієї зустрічі 18 січня того ж року пройшли установчі збори, на яких О. С. Юрченко ознайомив присутніх з проектом статуту. Після заснування першої організації у місті необхідно було посприяти появі аналогічних і на обласному рівні. Для цього 2 лютого 1989 року вже в актовій залі Харківського автодорожнього інституту учасники установчої конференції вирішили створити Товариство української мови (ТУМ) Харківщини, на голову якого обрали професора О. С. Юрченка.
Справа, започаткована О. С. Юрченком, дістала своє подальше продовження, завдяки зусиллям наступного голови товариства — професора А. М. Кіндратенка (до цього був заступником голови товариства «Спадщина» у Харкові, співголовою крайової організації Народного Руху України). Його обрання на конференції 24 листопада 1990 року та схвалення нового статуту фактично ознаменували подальший період діяльності, оскільки Товариство української мови трансформувалося у Харківське обласне об'єднання Всеукраїнського товариства (ХОО ВУТ) «Просвіта» імені Т. Шевченка.
Наступним важливим кроком у подальшій діяльності Харківської «Просвіти» була чітка її структуризація. Спочатку вона складалася із чотирьох комісій: освітньої — голова Ю. І. Капустіна, літературної — К. Х. Балабуха, мистецької — І. Г. Зозуля, бібліотечної — Р. О. Твердохлібова. Згодом кількість комісій зросла, зокрема організувалися нові: правова — голова З. П. Манжолій, театральна — В. В. Козловський та видавнича — В. О. Огієнко.
З квітня 1994 року виходить друком перша харківська просвітянська газета для дітей і дорослих «Журавлик», яка поступово завоювала популярність не тільки в області, а й в Україні й за її межами, особливо у діаспорі Американського континенту. Товариство української мови Чикаго навіть фінансово підтримало це видання. Газета виходить раз на місяць накладом від 20 до 100 тис. примірників. Незмінним редактором є Л. І. Шип, головним — А. М. Кіндратенко.
У 2018—2020 роках Харківську обласну організацію очолював Анатолій Григорович Сергієнко (1951—2020), за фахом інженер-механік, громадський діяч, у 2010—2015 роках депутат Харківської обласної ради.